# Octubre
Pour plus de détails, voir Fiche technique et Distribution.

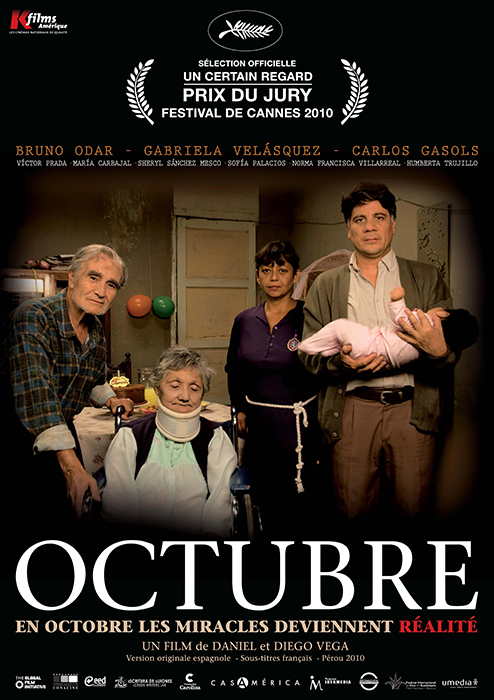
Affiche.

Octubre est un film péruvien réalisé par Daniel Vega Vidal et Diego Vega Vidal, sorti en 2010.

## Synopsis
Clemente, un usurier, a eu un enfant avec une prostituée aujourd'hui introuvable. Il part à sa recherche et confie le bébé à sa voisine, Sofia, adoratrice du Seigneur des Miracles.

## Fiche technique
- Titre : Octubre
- Réalisation : Daniel Vega Vidal et Diego Vega Vidal
- Scénario : Daniel Vega Vidal et Diego Vega Vidal
- Musique : Oscar Camacho
- Photographie : Fergan Chávez-Ferrer
- Montage : Gianfranco Annichini
- Production : Daniel Vega Vidal et Diego Vega Vidal
- Société de production : Fractal Communications, Maretazo Cine et Suécinema
- Société de distribution : Eurozoom (France)
- Pays :  Pérou,  Espagne et  Venezuela
- Genre : Drame
- Durée : 83 minutes
- Dates de sortie : 
  -  Pérou : 7 octobre 2010

## Distribution
- Bruno Odar : Clemente
- Gabriela Velásquez : Sofía
- Carlos Gassols : Don Fico
- María Carbajal : Juanita
- Sheryl Sánchez : Milagritos (le bébé)
- Víctor Prada : Julián Gómez
- Sofía Palacios : Sabrina
- Norma Francisca Villarreal : Rosa
- Humberta Trujillo : Julia

## Accueil
Le film a reçu un accueil favorable de la critique. Il obtient un score moyen de 69 % sur Metacritic.